# Johann Heinrich Ferdinand von Autenrieth
Johann Heinrich Ferdinand von Autenrieth, född 20 oktober 1772 i Stuttgart, död 2 maj 1835 i Tübingen, var en tysk läkare.
Autenrieth blev 1792 medicine doktor i Stuttgart och 1797 professor i anatomi, fysiologi, kirurgi och obstetrik i Tübingen. Då en ny klinik inrättades där 1805, överlät han kirurgin och obstetriken till Hiller. Åren 1805-11 ledde Autenrieth i stället den medicinska kliniken och lämnade sistnämnda år anatomin och fysiologin för att uteslutande ägna sig åt invärtes medicin och rättsmedicin. År 1822 utnämndes han till kansler för universitetet i Tübingen och behöll därefter endast undervisningen i rättsmedicin.
I sin 1801-02 utgivna Handbuch der empirischen menschlichen Physiologie uppträdde Autenrieth mot den då härskande naturfilosofin och inlade sitt ord för en på experiment grundad forskning. Såsom kliniker var han under den första tredjedelen av 1800-talet den främste i Tyskland. Hans huvudförtjänst var att han som den förste i Tyskland betonade nödvändigheten av objektiv iakttagelse av sjukdomarna och försökte förklara sjukdomsföreteelserna ur fysiologisk synpunkt.
Sina kliniska iakttagelser meddelade Autenrieth dels i ett stort antal smärre avhandlingar, dels i Versuche für die praktische Heilkunde aus den klinischen Anstalten von Tübingen (1807-08). Han var även framstående som lärare i rättsmedicin. Hans viktigaste arbete på detta område är Anleitung für gerichtliche Ärzte und Wundärzte (1806).